# 宮崎県立日南振徳商業高等学校
宮崎県立日南振徳商業高等学校（みやざきけんりつにちなんしんとくしょうぎょうこうとうがっこう）は、宮崎県日南市に所在した県立の商業高等学校。
2011年（平成23年）3月末をもって閉校した。

## 概要
歴史
1950年（昭和25年）宮崎県立日南高等学校に新設された商業科を前身とする。1970年（昭和45年）に商業科が分離し「宮崎県立日南振徳商業高等学校」として独立。独立から39年目の2009年（平成21年）南那珂地区学区の生徒数減少に伴い生徒募集を終了し、新設の南那珂地区総合制専門高等学校である宮崎県立日南振徳高等学校へその機能を統合。2011年（平成23年）に閉校した。41年間で6,199名の卒業生を送り出した。
校名の由来
飫肥藩の藩校「振徳堂」から命名された。
設置課程・学科
全日制課程 2学科（閉校当時）
- 商業科 - 会計ビジネス類型・流通ビジネス類型
- 経営情報科 - システム情報類型・情報会計類型

校訓
「健康・誠実・友情・情熱」
スローガン
「自分の天分、個性を振りおこし勉学にスポーツに精励努力すべし」
校章・校歌
「商」の文字を置いている。

## 沿革
- 1950年（昭和25年）4月1日 - 宮崎県立日南高等学校に商業科が設置される。
- 1970年（昭和45年）4月1日 - 商業科が分離し、「宮崎県立日南振徳商業高等学校」として独立。1学年学級数を4、定員を180名とする。
  - 同時に宮崎県立日南高等学校の商業科の募集は停止される。ただし、1969年（昭和44年）4月入学生が卒業するまでの間、日南高等学校の商業科は存続。
- 1971年（昭和46年）4月1日 - 学科を改編し、商業科（2学級）・情報処理科（1学級）・営業科（1学級）の3学科体制とする。
- 1972年（昭和47年）3月31日 - 宮崎県立日南高等学校の商業科が廃止される。
- 1990年（平成2年）4月1日 - 営業科の募集を停止し、情報処理科を2学級とする。
- 1992年（平成4年）3月31日 - 営業科を廃止。
- 2007年（平成19年）4月1日 - 学科改編により、商業科（2学級）・経営情報科（1学級）とする。
- 2009年（平成21年）4月1日 - 宮崎県立日南振徳高等学校の新設に伴い、募集を停止。2008年（平成20年）4月入学生が卒業するまでの間、学校は存続される。
- 2011年（平成23年）
  - 2月27日 - 閉校式を挙行。
  - 3月31日 - 閉校。

閉校後、跡地の活用
- 2014年（平成26年）4月 - 校舎の跡地に日南市消防本部庁舎が完成し移転を完了。

## 学校行事
3学期制
1学期
- 4月 - 始業式、登山遠足
- 5月 - 生徒総会、進路説明会
- 6月 - 宮崎県高校総合体育大会
- 7月 - クラスマッチ（球技大会）

2学期
- 9月 - 振徳祭（文化の部）・宮崎県高等学校総合文化祭
- 10月 - 振徳祭（体育の部）
- 12月 - 地域清掃・振徳商デパート（販売実習）・校内マラソン大会

3学期
- 1月 - 百人一首大会
- 2月 - クラスマッチ（球技大会）・卒業式
- 3月 - 修了式

## 部活動
運動部
- 陸上部
- バレーボール部
- 卓球部
- ソフトボール部
- バスケットボール部
- ソフトテニス部
- 弓道部
- サッカー部
- 野球部

文化部
- 珠算部
- ワープロ部
- コンピュータ部
- 簿記部

## 著名な出身者
- 井上のどか - タレント。閉校の際に行われた「感謝の夕べ」では司会を務めた[1]。